# Hans Jacob Greiter

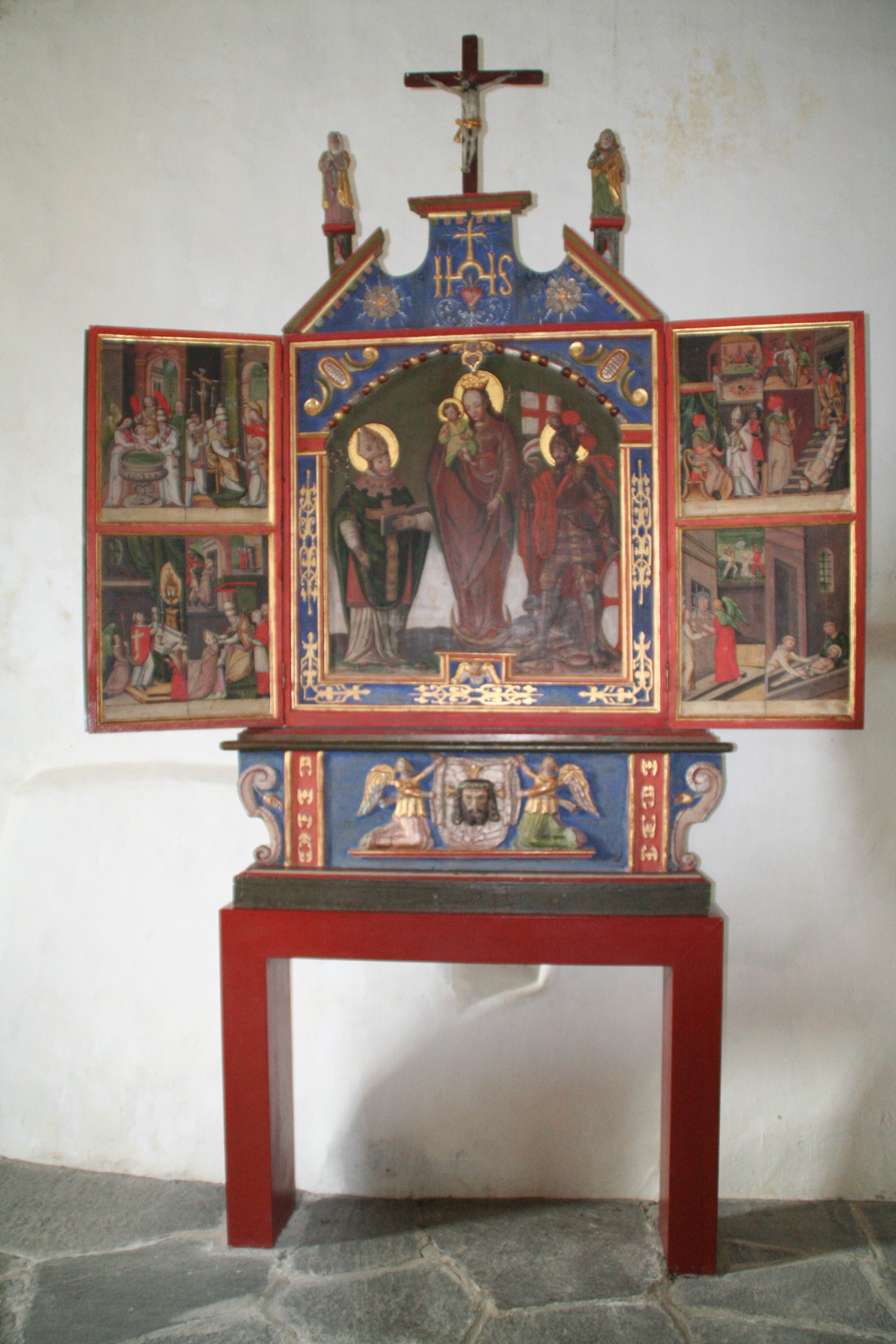
Spätwerk Hans Jacob Greiters aus dem Jahre 1633. Flügelaltar in der Kapelle St. Eusebius in Breil/Brigels

Hans Jacob Greiter (* vor 1605 in Brixen; † nach 1634) war ein Tiroler Maler. Er wird auch mit den Namen Hans Jacob Greutter, Hans Jakob Greutter, Hans Jacob Gereitter oder Hans Jacob Greitter in der Literatur genannt.

## Leben und Wirken
Anfangs war Greiter als wandernder Kirchenmaler in der Region um Brixen tätig. Sechs szenische Wandbilder zur Legende des heiligen Leonhard signierte er 1609 in der Kirche St. Leonhard in Laatsch. Da sich fast alle von ihm gemalten Fresken und Altäre  in der Region des Vorderrheins befinden, wird vermutet, dass Greiter dort auch seinen Wohnsitz hatte. Obwohl er schon in der Zeit des Manierismus lebte, verhaftete sein Malstil noch weitgehend in der Gotik. Lediglich in der Ornamentmalerei war er der Renaissance verpflichtet.
Für Greiter charakteristisch sind die additiven Komponenten aus gotischen Elementen, darunter geschwungene Figuren, Knitterfalten und Schriftbänder, und der nordischen Renaissance. Die räumliche Wirkung trat bei ihm in den Hintergrund und war nicht bildbestimmend. Er malte in kräftigen, strahlenden, aber wenig abgestuften Farben. Auch sein Spätwerk in den 1630er Jahren verhaftet noch in den Schemen der Flügelaltäre der Gotik. Das letzte bekannte Werk von Hans Jacob Greiter ist das Hochaltarbild in der Filialkirche der Heiligen Dreifaltigkeit in Alvaneu (Graubünden) mit den Motiven der Marienkrönung und der Pestheiligen; es wurde 1634 signiert.